# Comet (Schiff, 1861)
Die Comet war das zweite Schiff der Camaeleon-Klasse, einer Klasse von insgesamt acht Dampfkanonenbooten I. Klasse der Königlich Preußischen sowie der Kaiserlichen Marine.

## Bau und Dienstzeit in der Preußischen Marine
Die Comet wurde von der Königlichen Werft in Danzig am 1. September 1859 auf Kiel gelegt und lief genau ein Jahr später vom Stapel. Die erste Indienststellung fand am 6. August 1861 statt, als das Schiff gemeinsam mit Camaeleon, den Kanonenbooten II. Klasse Fuchs, Jäger, Salamander und Scorpion sowie Amazone und Hela eine Reise in die Nordsee zum Besuch der Städte Hamburg und Bremen unternahm. Nach deren Abschluss wurde es am 12. Oktober in Danzig außer Dienst gestellt.
Der Ausbruch des Deutsch-Dänischen Krieges war Anlass für die nächste Indienststellung der Comet im Februar 1864. Sie wurde auf den Dänholm verlegt und trat dort der I. Flottillen-Division bei. Im April wurden die vorhandenen Kanonenboote I. Klasse zu einer eigenen Reserve-Division zusammengefasst. Am 19. April erlitt Comet eine leichte Kollision mit dem Flottillenführerschiff Loreley. Nach der Teilnahme an einer Flottenparade vor König Wilhelm I. und dem Besuch holsteinischer Häfen wurde das Schiff nach Kiel verlegt. Im August beteiligte es sich an der Hilfe für die auf der Trave festgekommene Grille, im Oktober war es mit der Vermessung der holsteinischen Ostseeküste beschäftigt. Den Winter über blieb das Schiff weiter in Dienst. Nachdem im März 1865 die Reserve-Division aufgelöst worden war, führte es Vermessungsarbeiten in der Nordsee durch. Diese Aufgabe endete im Ende des Jahres und Comet wurde am 8. Dezember 1865 auf dem Dänholm außer Dienst gestellt.
1868 erfolgte die nächste Aktivierung des Schiffes. Es hatte sich die Notwendigkeit der Überwachung der Fischgründe vor der deutschen Nordseeküste ergeben, und so nahm Comet am 5. Mai als erstes Fischereischutzschiff den Dienst auf. Gleichzeitig führte es bis zum 23. September kleinere Vermessungsaufgaben durch. An diesem Tag wurde das Schiff für den Winter außer Dienst gestellt. Im Folgejahr nahm es die gleichen Aufgaben vom 1. April bis zum 3. November wahr. 1870 wurde der am 20. April begonnene Einsatz durch den Ausbruch des Deutsch-Französischen Krieges unterbrochen. Die Comet wurde mit der Verteidigung der Jade beauftragt, nahm jedoch an keinem besonderen Einsatz teil und wurde am 29. April 1871 außer Dienst gestellt. Eine anschließend durchgeführte Untersuchung ergab die Notwendigkeit einer Grundreparatur, die bis zum Mai 1872 auf der Königlichen Werft Danzig ausgeführt wurde.

## Dienst in der Kaiserlichen Marine
Die ersten Einsätze nach der Grundreparatur erfolgten im Rahmen von Wrackräumdiensten. Nach einem schweren Sturmhochwasser im November 1872 wurden viele Wracks in der Ostsee vermutet, die gefunden und versenkt werden sollten. Comet wurde dazu vom Dezember 1872 bis zum Januar 1873 sowie im März 1873 eingesetzt. Sie hatte dabei Torpedos vom Typ Harvey sowie 19 Mann der Torpedoabteilung Wilhelmshaven an Bord. Im September und Oktober selben Jahres wurde das Schiff für Erprobungsfahrten genutzt.
Die Ermordung des deutschen Konsuls in Saloniki infolge einer anti-europäischen Bewegung im Osmanischen Reich gab 1876 den Anlass, Comet erneut in Dienst zu stellen, um die bereits im östlichen Mittelmeer befindlichen Einheiten zu verstärken. Am 18. Mai verließ das Kanonenboot Kiel und traf Anfang Juni in Gibraltar auf das Panzer-Übungsgeschwader. Es erreichte drei Wochen später Saloniki. Ende Juli löste es die Nautilus in Konstantinopel ab, um dort bis Mitte November gemeinsam mit Meteor als Stationär zu dienen. Anschließend wurde Comet über Saloniki nach Smyrna verlegt, wo es am 4. Dezember die Pommerania ablöste, kehrte jedoch bereits Mitte Dezember nach Konstantinopel zurück, wo das Schiff bis Ende des Jahres 1878 verblieb und somit auch während des XI. Russisch-Türkischen Krieg anwesend war. Am 29. Dezember 1878 fuhr das Schiff mit Zwischenstation in Mytilene nach Smyrna und war Anfang Februar 1879 in Konstantinopel zurück. Bis zum 3. September 1879 blieb die Comet, unterbrochen von Schießübungen im Marmarameer sowie einer Fahrt in das Donaudelta im Juni und Juli, in der Hauptstadt des Osmanischen Reiches stationiert. An diesem Tag traf mit der Loreley die Ablösung für das Kanonenboot ein, welches umgehend die Heimreise antrat. Am 8. November erfolgte schließlich die Außerdienststellung in Kiel.
Im Oktober und November 1880 wurde die Comet zur Hebung der bei Versuchen versenkten Barbarossa herangezogen, was jedoch ohne offizielle Indienststellung erfolgte. Vom 12. März bis zum 5. Mai 1881 war das Schiff erneut im Fischereischutz tätig.

## Verbleib
Nach der letzten kurzen Nutzung im Frühjahr 1881 wurde die Comet endgültig außer Dienst gestellt und am 30. September des Jahres aus der Liste der Kriegsschiffe gestrichen. Der Rumpf wurde als Hulk und Depotschiff verwendet und nach 1891 (ein genaues Datum ist nicht bekannt) abgewrackt.
Als Ersatz für die Comet wurde zwischen 1882 und 1884 das Kanonenboot Adler gebaut. Dieses strandete in der Nacht vom 15. auf den 16. März 1889 während eines Zyklons im Hafen von Apia.

## Kommandanten
| 6. August bis 12. Oktober 1861      | Leutnant zur See I. Klasse Arendt                        |
| Februar bis März 1864               | Korvettenkapitän Hassenstein                             |
| März 1864 bis 8. Dezember 1865      | Kapitänleutnant Christian Donner                         |
| 21. April bis 1. Mai 1868           | Kapitänleutnant Friedrich von Hacke                      |
| 5. Mai bis 23. September 1868       | Kapitänleutnant Friedrich von Hacke                      |
| 1. April bis 3. November 1869       | Leutnant zur See Rudolf Hoffmann                         |
| 20. April 1870 – 29. April 1871     | Kapitänleutnant Rudolf Hoffmann                          |
| Dezember 1872                       | Leutnant zur See Holtz                                   |
| Dezember 1872 bis 24. Januar 1873   | Korvettenkapitän Heinrich Kühne                          |
| 5. bis 28. März 1873                | Kapitänleutnant Franz Mensing                            |
| 18. September bis 11. Oktober 1873  | unbekannt                                                |
| 14. Mai 1876 bis September 1878     | Kapitänleutnant / Korvettenkapitän Friedrich von Pawelsz |
| September 1878 bis 8. November 1879 | Kapitänleutnant Gustav von Senden-Bibran                 |
| 12. März bis 5. Mai 1881            | Kapitänleutnant Armandt von Erhardt                      |